# ReactOS
ReactOS는 마이크로소프트 윈도우 NT 5.x 이상 버전용(사실상 NT5.x로만 개발됨)으로 개발된 응용 소프트웨어와 장치 드라이버가 호환되는 운영체제를 목표로 개발 중인 오픈 소스 자유 소프트웨어 운영 체제다. GPL 및 LGPL 라이선스를 따른다.
현재 최신 버전은 0.4.14이다.

## 와인과의 관계

ReactOS의 구조를 나타내는 간단한 다이어그램. 와인 로고가 있는 부분은 와인에 의존하는 부분이다.

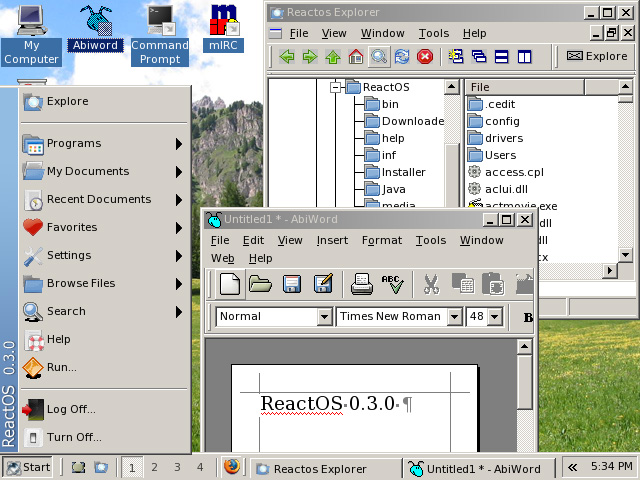
ReactOS 탐색기와 AbiWord를 실행하고 있는 ReactOS.

ReactOS는 와인 프로젝트의 일정 부분을 사용한다. 와인의 NTDLL, USER32, KERNEL32, GDI32, ADVAPI 구성 요소는 구조 상의 차이로 인해 ReactOS에서 사용하지 못하지만, 코드의 다른 부분은 두 프로젝트 간의 공유가 가능하다. 와인에서 사용할 수 없는 커널과 같은 구성 요소는 별도로 개발되고 있다. 별도로, 실험적인 Arwinss 브랜치는 대 Win32 API의 대체 구현을 통해 USER32과 GDI32 지원을 개선하기 수단으로 만들었다. ReactOS에서 Win32 하위 시스템은 Windows의 API를 구현하였지만, Arwinss은 와인의 서브 시스템의 구조를 결합한 제품이다. 이를 위해 Arwinss은 와인의 GDI32과 몇 가지 변경 USER32 라이브러리를 사용한다. Arwinss는 또한 사용자가 선택적으로 로컬 디스플레이 대신 원격 X 서버를 사용할 수 있다.
또 다른 관련 프로젝트는 Samba TNG이다. Samba TNG는 LSASS, SAM, NETLOGON, SPOOLSS 등 다양한 서비스를 구현하고 있다. 이 서비스는 ReactOS 프로젝트의 성공과 (기능적으로 정확한) 상호 운용성 열쇠가 되고 있다. Samba는 아키텍처 디자인과 전략적 목표 때문에 ReactOS로 가져오는 것이 쉽지 않다. 이에 비해 Samba TNG는 다층구조와 모듈식 구조를 취하고 있기 때문에, 각 서비스를 훨씬 쉽게 ReactOS로 가져올 수 있다.

## 개발 현황과 향후 계획
현재 ReactOS 개발자는 USB를 지원하는 작업도 하고있다. ReactOS 개발자가 GUI 시스템 개선 및 네트워크, 멀티미디어에 해당하는 작업을 하고있다. 또한, GUI 시스템을 개량하는 작업도 진행하고있다. 일부 응용 프로그램은 보장되지 않지만, Java와 Mono를 이용하여 NET Framework를 지원하게 된다.. 다중 사용자 환경이 개발되면 터미널 서비스와 원격 데스크탑의 개발도 수행하게 된다. 이 프로젝트에는 XRDP, Virtual Network Computing, rdesktop를 사용하는 경우가 될 것이다. Windows NT 서브 시스템과 마찬가지로 DOS, OS/2, POSIX 하위 시스템을 제공하게 될 것이다.
개발자는 Windows NT 버전 5,6과 호환을 가진 커널을 개발하고 더 많은 애플리케이션을 지원하는 것을 목표로 하고 있다. 또한 향상된 USB, 네트워크, 기타 하드웨어 지원도 가능 될 가능성이있다. 게다가, SMB를 사용하여 파일 공유 서비스, NTFS 파일 시스템 지원도 추가 될지도 모른다. 이러한 변화의 대부분은 이미 진행 중에 있지만, 더 많은 고급 기능 개발에 더 많은 시간이 걸릴 것이다.
또한, 3D 게임 지원 개선과 완벽한 OpenGL 지원을 위한 작업도 진행하고있다. ReactOS 프로젝트의 오픈소스 버전 DirectX이라고도 할 수 있는 ReactX 개발에도 시작될 움직임이 보인다.
ReactOS 프로젝트는 2 개월에서 6 개월 간격으로 새로운 버전을 출시하는 것을 목표로 하고 있으며, 또한, 버전 0.5.0는 베타 버전으로, 실제로 사용 가능한 시스템이 될 계획이다.

## 발전사
| 현재 버전 | 이전 버전 | 출시 예정 |

| 시스템 버전 | 출시일     | 공개 정보 |
| ----------- | ---------- | --- |
| 0.2.0       | 2004-01-25 | GUI가 있는 첫 버전 |
| 0.2.1       | 2004-03-03 | 버그 수정 |
| 0.2.2       | 2004-04-27 | 버그 수정 |
| 0.2.3       | 2004-06-26 | 버그 수정 |
| 0.2.4       | 2004-09-13 | 버그 수정 |
| 0.2.5       | 2005-01-02 | 버그 수정 |
| 0.2.6       | 2005-04-09 | 버그 수정 |
| 0.2.7       | 2005-08-21 | 버그 수정 |
| 0.2.8       | 2005-10-29 | VMWare 감지, CSRSS 다시 기록 |
| 0.2.9       | 2005-12-22 | 버그 수정 |
| 0.3.0       | 2006-08-27 | 네트워킹을 공식 지원하는 첫 버전 |
| 0.3.1       | 2007-03-10 | 프로그램 관리자 포함, 커널의 다시 기록 시작 |
| 0.3.2       | 지나감     | 브랜치(Branch)를 만들었으나 공개하지는 않음 |
| 0.3.3       | 2007-09-12 | 커널 및 win32k 개선 |
| 0.3.4       | 2008-01-22 | 레지스트리 지원 다시 기록, 원격 데스크톱 클라이언트 및 플러그 앤 플레이 지원 |
| 0.3.5       | 2008-06-30 | 자잘한 오류 수정 |
| 0.3.6       | 2008-08-06 | RTL 지원 |
| 0.3.7       | 2008-11-04 | 개선된 x86_64; MSVC, 새로운 스택. |
| 0.3.8       | 2009-02-04 | PSEH 및 라이브CD의 다중 파티션 HDD 지원 도입 |
| 0.3.9       | 2009-04-26 | 24MB의 최소 램, 더 빠른 하이퍼스페이스 매핑, 초기 사운드 지원. |
| 0.3.10      | 2009-07-05 | 초기 SATA 지원, USB 키보드/마우스 지원, 초기 MSVC. |
| 0.3.11      | 2009-12-16 | kdcom 다시 기록. 한국어/중국어 글꼴. 호환성 개선. 사운드 시스템 개선. |
| 0.3.12      | 2010-10-16 | 자잘한 오류 수정, 64비트 성능 향상, 부분적 EMS 지원, SxS 지원, NMI 지원, |
| 0.3.13      | 2011-03-22 | heap 매니저 개선, SATA 지원 개선, 그래픽 문제점 수정 |
| 0.3.14      | 2012-02-07 | ACPI 기본으로 활성화, 와이파이 지원(암호 없음/WEP), 테마 지원, 새로운 TCP/IP 드라이버, shell32 개선                                                                                    |
| 0.3.15      | 2013-05-30 | USB 마우스, 키보드, 저장소 지원 |
| 0.3.16      | 2014-02-06 | CSRSS 재작성; 테마 지원 개선; RTL8139 네트워크 카드 드라이버; 새 버전의 QEMU 지원 |
| 0.3.17      | 2014-11-05 | NTVDM 포함; 폰트 개선; 버그 수정 |
| 0.4.0       | 2016-02-16 | USB 지원 개선, 새 파일 탐색기, VirtualBox, Virtual PC 지원 개선, ext2 읽기/쓰기 지원, NTFS 읽기 지원, 네트워크 지원 개선                                                               |
| 0.4.1       | 2016-05-17 | Activation Context 개선, Btrfs 지원, 쉘 개선, USB 버그 수정, 가상 머신 공유 폴더 지원                                                                                                  |
| 0.4.2       | 2016-08-16 | Btrfs 개선 및 extended file system 지원, ReiserFS 및 UFS/FFS 지원, .NET Framework 2.0, 4.0 지원, 쉘 수정 및 개선                                                                       |
| 0.4.3       | 2016-11-16 | 새 Winsock 라이브러리, initial sections 지원, 버그 수정 |
| 0.4.4       | 2017-02-16 | 프린트 스택 지원, 폰트 수정, 기타 개선 및 버그 수정 |
| 0.4.5       | 2017-05-18 | 폰트 및 폰트 메트릭 렌더링 개선, 커널 및 드라이버의 수정, 마이크로소프트 오피스 2010 이 작동됨                                                                                         |
| 0.4.6       | 2017-09-01 | 듀얼 부팅 관련 이슈 해결, 테마 지원 개선, NFS 드라이버 추가, 커널 및 파일시스템 수정                                                                                                   |
| 0.4.7       | 2017-12-06 | 응용 프로그램 관리자 RAPPS 개선, 탐색기에 Quick-Launch 툴바 구현, 파일시스템 드라이버의 여러 가지 버그 수정, RDBSS/RXCE, NFS 지원 개선, USB 메모리에 담긴 ReactOS ISO 이미지 부팅 지원 |
| 0.5.0       | 불명       | 실제 시스템에서 사용되도록 함 |

## 요구 사항
- x86 호환 프로세서 (i486 이후)
- 32MB 이상의 램
- 적어도 150MB의 IDE 하드 디스크
- FAT16/FAT32 시동 파티션
- 2MB VGA 그래픽 어댑터 (4MB 권장)
- CD-ROM 드라이브
- 표준 키보드
- PS/2 호환 마우스 또는 마이크로소프트 마우스 호환 직렬 마우스

### 아키텍처 지원
ReactOS 개발자들은 ReactOS의 수많은 포팅의 작업을 진행하고 있다.
- x86 (개발 중)
- 엑스박스 (개발 중)
- 파워PC (초기 시동)

## 같이 보기
- 와인
- 주분투
- E/OS
- 티맥스 윈도(이 운영체제의 소스코드를 무단으로 사용하여 논란이 되었다.)
- OSASK